# Zlatá stoka
Zlatá stoka je vodní kanál v Třeboňské pánvi napájející tamější rybniční soustavu. Zlatá stoka propojuje pomocí dalších stok, které z ní odbočují, rybníky na levém břehu Lužnice. Délka se udává na mezi 45 až 50 kilometry, nejčastěji je udávána hodnota 45,2 km. Průměrný průtok činí okolo 1 m³/s. Plocha povodí je 32,97 km². Nadmořská výška u hrdla činí 440 m n. m. a při ústí do Lužnice 409 m n. m. Průměrný spád na 1 km činí tedy pouhých 68,6 cm.
Vodní kanál byl vystavěn dle plánu Štěpánka Netolického z roku 1506. Samotná stavba začala o dva roky později v roce 1508 a dle většiny zdrojů byla dokončena v roce 1518. Původním důvodem pro výstavbu Zlaté stoky byl plánovaný rybník Kaňov, který bylo potřeba napájet vodou a odvodňovat. Systém Zlaté stoky navazoval na předchozí kratší kanál nazývaný Strúha, který byl během husitských válek poničen. Název Zlatá stoka se vžil až za Schwarzenbergů z důvodu její důležitosti pro soustavu rybníků.
Zlatá stoka v současnosti stále plní svůj původní účel, přivádět a odvádět vodu do soustavy rybníků, pomáhá je okysličovat a taktéž odvádět přebytečnou vodu během výlovů. Mimoto je cílem pěší turistiky i cyklovýletů. V okolí kanálu se nachází množství chráněných oblastí, ve kterých se vyskytuje různorodá fauna a flóra. Po devastaci vodního toku odpadními vodami v období socialismu se kvalita vody opět zlepšuje.

## Průběh toku

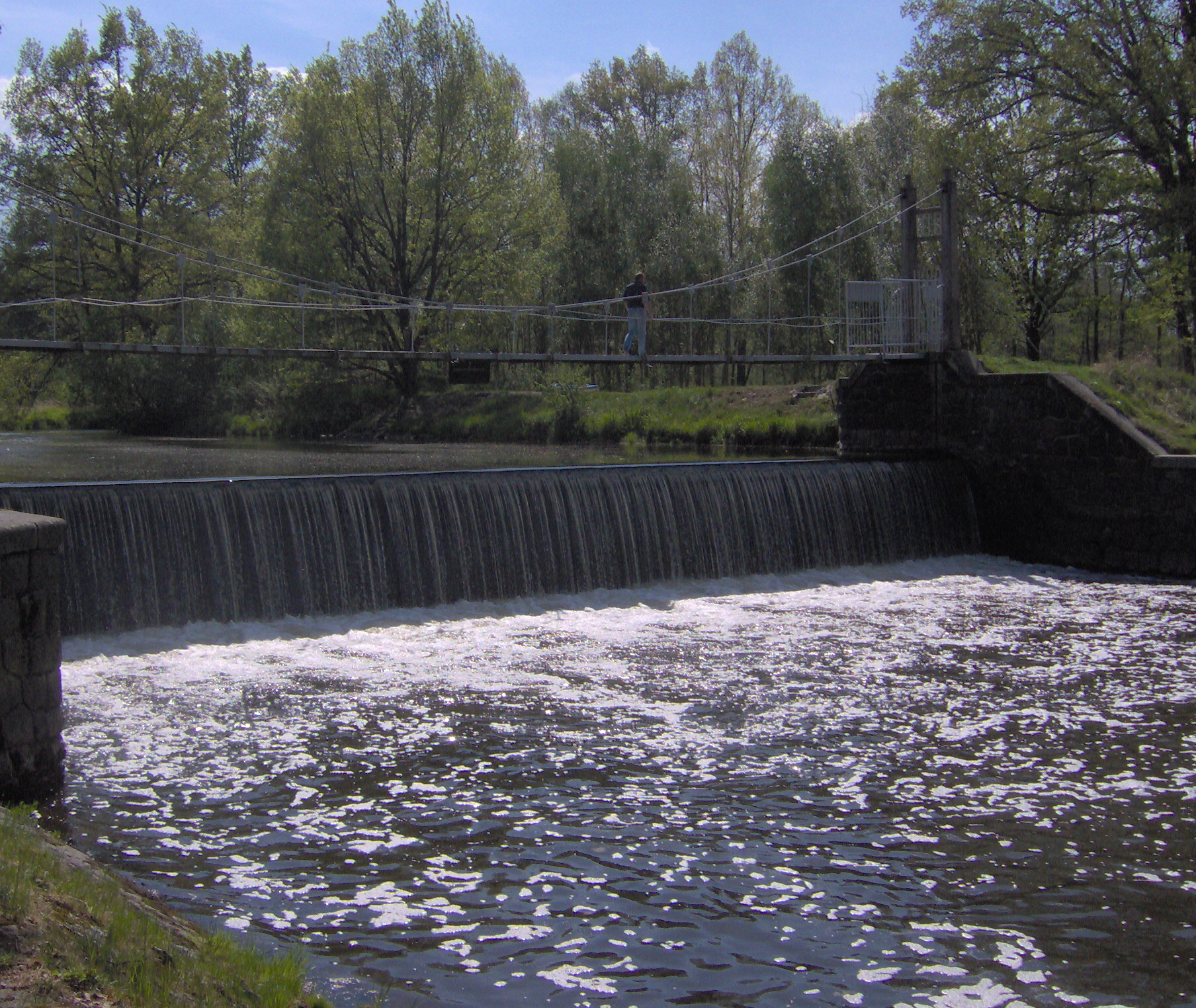
Jez Pilař poblíž obce Majdalena, který zvyšuje hladinu Lužnice pro přísun vody do Zlaté stoky

Zlatá stoka vytéká severním směrem z Lužnice asi 2 km nad obcí Majdalena, v katastrálním území Hamr; vzdutí zajišťuje z vodáckého hlediska nebezpečný jez Pilař. Její šířka kolísá mezi 2 až 4 metry. Původně byla široká až 8 metrů. Zlatá stoka je páteří rozsáhlé sítě kanálů – řada dalších z ní vychází, jiné se s ní mimoúrovňově kříží. Umožňuje nejen napájet rybníky, ale také z nich vodu zpět odebírat. Důkazem technické dokonalosti díla je např. to, že v několikakilometrovém úseku pod Kaňovem je možné vodu přepouštět mezi rybníky také v obráceném směru. Dalším příkladem technické dokonalosti je, že Záblatský rybník lze Zlatou stokou napájet, ale i odvádět vodu z rybníka do ní.
Zlatá stoka napájí řadu rybníků – Svět, Velký Tisý a další, protéká městem Třeboň, obtéká rybník Rožmberk, Záblatský rybník, Lomnici nad Lužnicí. Dále teče severním směrem k Veselí nad Lužnicí, kde se vlévá pod Horusickým rybníkem do výtokové stoky z tohoto rybníka, která se pak vlévá do Lužnice.
Podrobný průběh toku Zlaté stoky: Zlatá stoka vytéká z Lužnice nad obcí Majdalena, 1 km nad Koštěnickým potokem ve výšce 440 m n. m., pokračuje polesím sv. Barbory, kde se kříží se Železnou stokou. V polesí sv. Barbory také v některých úsecích doprovází cyklistickou naučnou stezku okolo Třeboně. Na kraji polesí sv. Barbory se přibližuje k pískovně Branná. Poté se dostává k rybníku Velké Stavidlo. Na okraji Třeboně protéká oborou Prátr v blízkosti jezdeckého areálu, dále se dostává k Opatovickému mlýnu. Od Opatovického mlýna protéká pod hrází Opatovického rybníka a následně rybníka Svět. Dále protéká městem Třeboní. Ze zajímavých míst leží u Zlaté stoky v Třeboni např. zámek, Knížecí pivovar, Schwarzenberský seník, Jindřichohradecká brána, městské středověké hradby, Augustiniánský klášter, Tyršův stadion, Bertiny lázně nebo Zelenkův mlýn. Po opuštění Třeboně protéká na okraji Mokrých luk. Dále se dostává k obřímu silu Gigant a vepřínu s bioplynovou stanicí. Následně se dostává mezi rybníky Rožmberk a Kaňov. Pak se stáčí kolem rybníku Kaňov k mostu u Přeseky. Od tohoto mostu kopíruje hranici PR Olšina u Přeseky a následně národní přírodní rezervaci Velký a Malý Tisý. Po opuštění hranice rezervace pokračuje lesním úsekem k rybníku Krupinský a následně obtéká celou západní stranu rybníka Koclířov. U tohoto rybníka také kopíruje hranice CHKO Třeboňska.

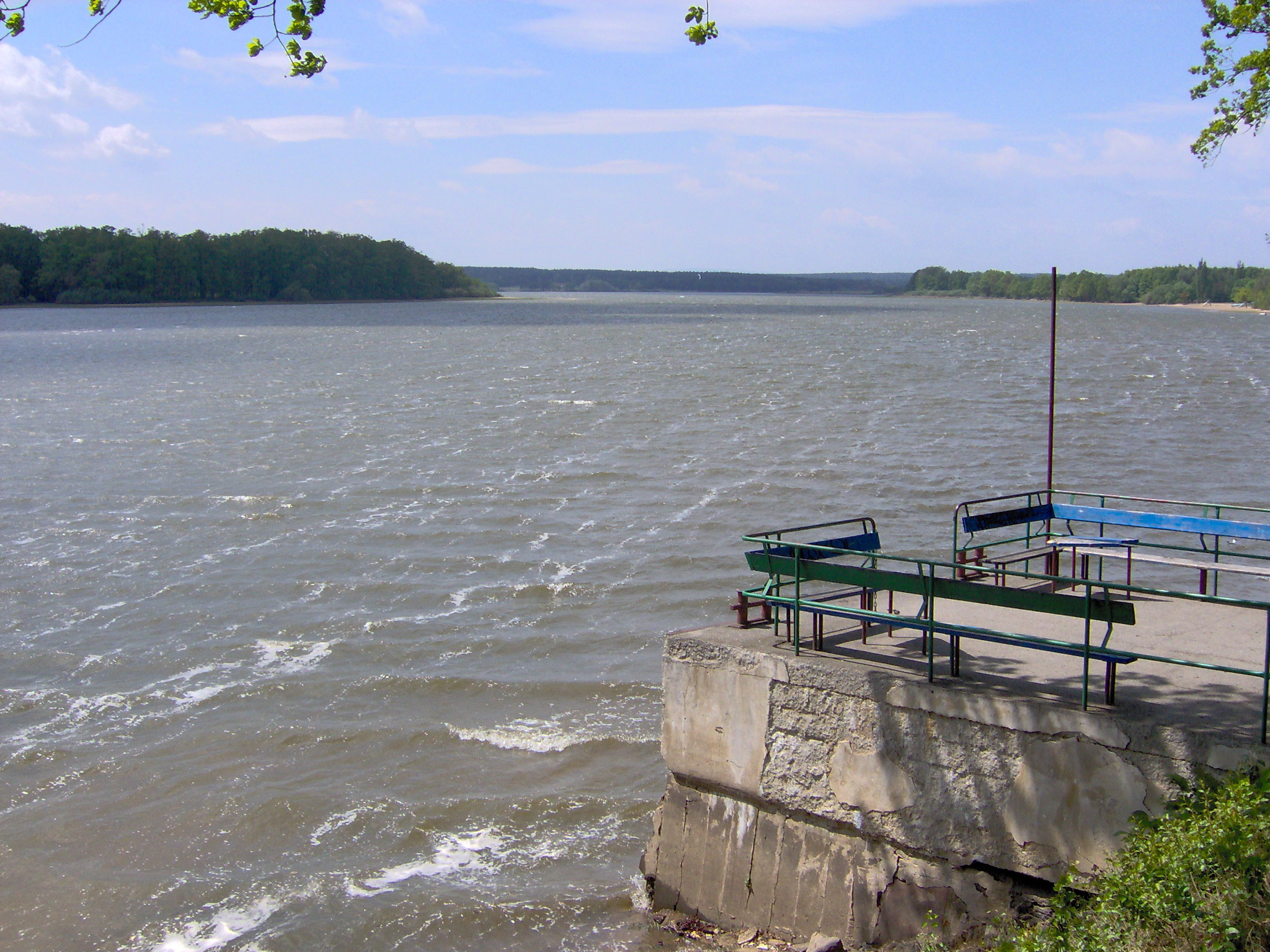
Pohled na rybník Svět

Od rybníka Koclířov protéká poli až k okraji Lomnice nad Lužnicí. Směrem k severu protéká kolem několika rybníků u Lomnice. Dále protéká polním úsekem až pod hráz Záblatského rybníka. Naproti Záblatskému rybníku leží ves Záblatí. Ve vsi na stoce se nachází bývalý mlýn. Od Záblatí pokračuje Zlatá stoka do obce Ponědraž. Od Ponědraže pokračuje polním úsekem k lesu patřícímu obci Ponědrážka. V tomto lese se nachází mlýn u Chrtů. Pod mlýnem pokračuje stoka pod hrází rybníka Hliníř. Pak se stáčí směrem k obci Ponědrážka a protéká v blízkosti PR Hovízna a následně také NPP Ruda. Od Rudy pak protéká lesním úsekem až k Horusickému rybníku. Pod rybníkem protéká ruinou Veselského mlýna (který nechal na přelomu 16. a 17. století opravit Petr Vok z Rožmberka) a následně se vlévá do výtokové stoky z Horusického rybníka, která se spojuje s Bukovským potokem, a posléze do Lužnice.

## Vodní režim
Délka stoky se udává mezi 45 až 50 km, je široká mezi 2 až 4 m s průměrnou hloubkou od 1 po 1,5 m. Uvedená hloubka je historický údaj. Dnes je průměrná hloubka menší. Průměrný průtok činí asi 1 m³/s. Celkový průměrný spád činí 33,5 m tj. asi 0,3 promile; matematický průměrný spád je (440-409)/45=0,7 promile. Po odečtení výšky stupňů v místech bývalých mlýnů apod. je však spád samotného kanálu jen asi poloviční. Současné mlýny způsobují následující ztráty výšek: Opatovický 5,2 m, Zelenků (u třeboňského pivovaru) 2,1 m, Záblatský 4 m, U Chrtů 1,8 m a Horusický 6,5 m. Dohromady tedy 19,5 m. Dolní tok od Záblatského rybníka má větší spád než horní. Vodní režim je v největší míře ovlivňován manipulací s vodou pro potřeby jednotlivých rybníků.

## Využití
Kromě zásobování rybníků vodou Zlatá stoka dříve sloužila také v horní části k plavení dřeva (poslední plavení dřeva proběhlo v roce 1937), odvodňování močálů, zavlažování a spád vody využívalo několik mlýnů, pil a dalších zařízení. V dřívějších dobách také zásobovala pitnou vodou přilehlá města a obce. Také sehrávala roli v obraně Třeboně, neboť zásobovala vodou vodní příkop, který chránil město po mnoho století.

## Historie
V roce 1506 byl Štěpánkem Netolickým vrchnosti předložen nákladný projekt na zásobování celé krajiny vodou. Projekt se nedochoval. V třeboňském archivu byl nalezen pouze list informující vrchnost o dokončovacích pracích pod Opatovickou hrází. Stavba začala v roce 1508. Nejtěžší bylo vybudování úseku mezi rybníky Kaňov a Velký Tisý. Zde bylo nutno stoku dobře proměřit a vést nasedlanou jako zemní akvadukt nad okolním terénem. Většinou se uvádí ukončení stavby v roce 1518, ale někdy je jako rok dokončení uváděn až rok 1520. Při stavbě bylo používáno pouze jednoduchých přístrojů jako krokvice, průhledítko, vodováha, provaz. Kromě těchto přístrojů byl při stavbě používán i velmi prostý způsob spočívající v tom, že vpředu pracovali zkusmo kopáči a hledali nejvhodnější trasu. Za nimi postupovala skupina nádeníků s lopatami a krumpáči. Zeminu vyhazovali na kolečka, dvoukolové káry a vršili břehové náspy. Zejména tam, kde byla stoka nasedlána nad terénem, opatřovala se těsnicí vrstvou jílu až do 60 cm. Práce na Zlaté stoce probíhala formou selské roboty. Většina délky stoky vznikla vyhloubením, ale část je vedena i mezi uměle navršenými valy. Zlatá stoka bývala původně náhonem pro Opatovický mlýn. Náhon vedl od obce Hamr, kde odbočoval z řeky Lužnice až k mlýnu. Toto řešení zřejmě přivedlo Štěpánka Netolického na nápad postavit Zlatou stoku. Podle jiného zdroje tento náhon poháněl dva mlýny jižně od Třeboně.
Jedním z důvodů vybudování stoky byla stavba rybníka Kaňov a možná také Velkého Tisého. To byly první rybníky napojené na Zlatou stoku. Na horním toku byl částečně starší kanál zvaný Strúha, poničený za husitských válek. Obnoven byl roku 1476 zásluhou opata třeboňského kláštera. Tento kanál vznikl za Vítkovců a směřoval od Majdaleny k Třeboni. Již tento kanál plnil obdobné funkce jako Zlatá stoka, tedy napájení několika menších rybníků, pohon mlýnů, plavení dřeva a zásobování vodou Třeboně. Měl však také mnoho nevýhod, které se podařilo odstranit až stavbou Zlaté stoky. Bylo to zaplavování luk nebo naopak nedostatek vody, který způsoboval úhyny ryb. Průtok v tomto kanále byl většinou příliš malý. Další velkou nevýhodou byla kyselá voda, zcela nevhodná pro chov ryb. Původní počátek stoky se nacházel níže po proudu Lužnice a ve druhé polovině 16. století ho Jakub Krčín posunul asi 4 km nad dnešní jez Pilař. Dále byla Zlatá stoka Krčínem přemístěna na východní okraj Třeboně z důvodu výstavby rybníka Svět. Krčín také vybudoval v místě nátoku do stoky kamenný jez, jenž zaručoval větší odběr vody. Až do 17. století se pro ni užíval název Příkop. Dalším dříve používaným názvem byla Panská řeka. Označení Zlatá stoka vzniklo v roce 1621, jako výraz jejího ekonomického významu pro provoz rybniční soustavy.

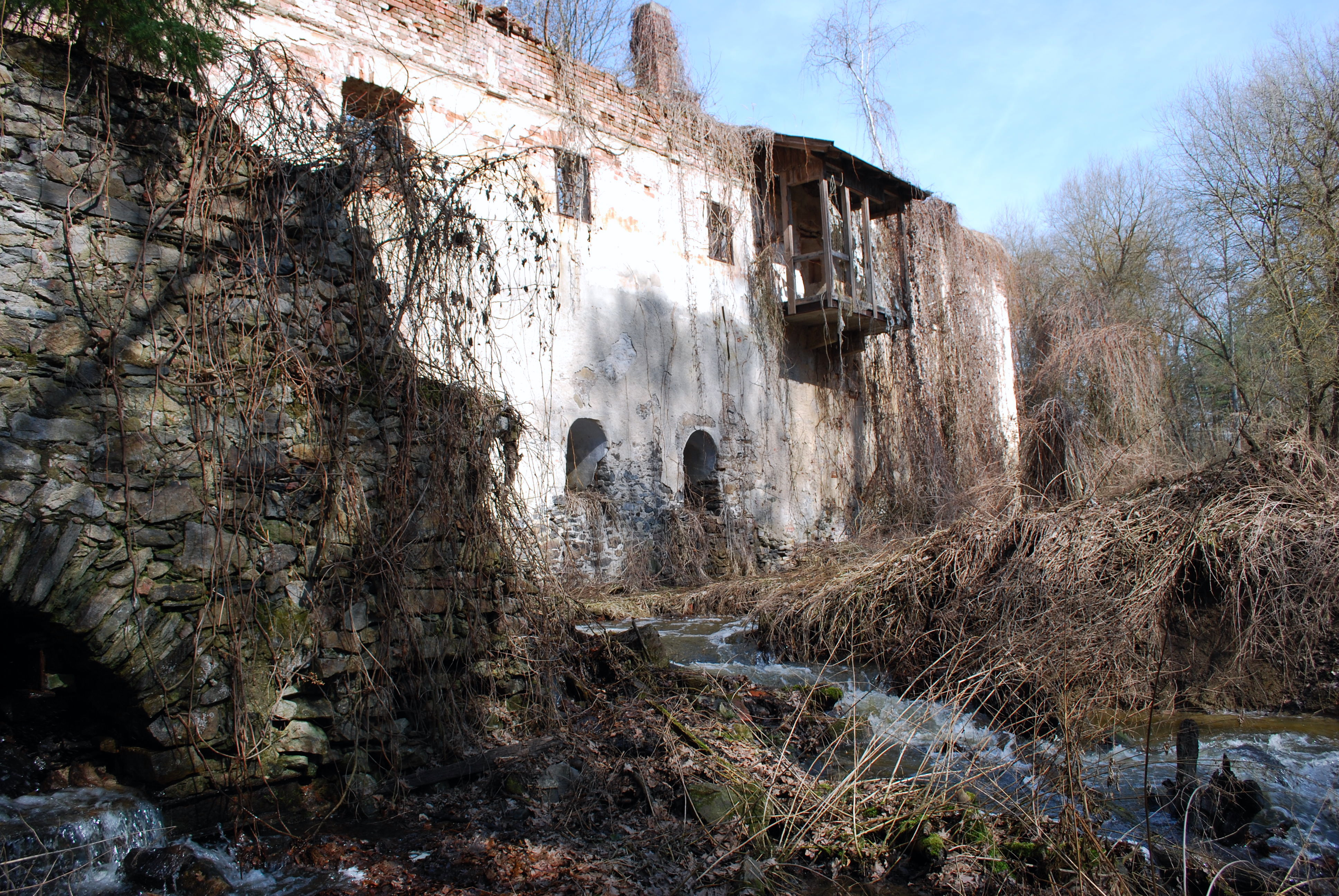
Ruiny Veselského mlýna

Po dostavění bylo prováděno ruční čištění stoky. V období komunismu byla údržba velmi zanedbávána a tento stav trvá dodnes. Vyčištění koryta Zlaté stoky bylo plánováno od roku 1966 v rámci vodohospodářských úprav Třeboňské pánve. Uskutečnily se však jen částečné opravy na některých malých úsecích. Při čištění byla použita těžká mechanizace. S ní se však nelze dostat na úseky, které se nacházejí v lesích. Lesy okolo Zlaté stoky jsou navíc většinou podmáčené. I v nezalesněném terénu zase chybí pro mechanizaci přístupové cesty. Některé dolní úseky Zlaté stoky jsou nevhodnou údržbou tak poškozeny, že dochází ke ztrácení vody z koryta.
V roce 1932 byl na odběru do Zlaté stoky vybudován nový zděný jez Pilař. Od padesátých let dvacátého století byly na něm prováděny úpravy směřující ke zvýšení odběru vody do Zlaté stoky. V té době vznikla také myšlenka pro nadlepšování průtoků stoky. Měla být převedena voda z Koštěnického potoka nad stupněm Kostky do Lužnice nad jez Pilař.
Změna hospodaření po roce 1948 výrazně zasáhla i do života Zlaté stoky. Docházelo k vypouštění velmi závadných odpadních vod, zejména z vepřínu Gigant. V tomto vepříně bylo chováno až 35 000 prasat. To odpovídá produkci fekálií města se 175 tisíci obyvateli. Dalšími zdroji odpadních vod byla sídlištní kanalizace Třeboně, odpady některých průmyslových závodů, Třeboně (zde se po roce 2000 stav zlepšil vybudováním nové čističky odpadních vod), septik sloupárny v Majdaleně, odpad z živočišné velkovýroby v Mazelově a odpad ze sodovkárny Blatka. Celý dolní tok od vepřínu Gigant až k ústí do Lužnice měla Zlatá stoka charakter odpadního kanálu bez života. Přežívaly zde pouze mikroorganismy charakteristické pro nejvíce zatížené odpadní vody.
Nejnovější dějinná událost, která se dotkla Zlaté stoky byla povodeň v roce 2002. Vážná situace se na Třeboňsku začala projevovat od 6. srpna, kdy se protrhla pískovna. Následně 8. srpna vyhrotila přívalová voda situaci na rybníku Svět. Rybník byl odpouštěn přes obě výpusti a došlo k přelití Zlaté stoky. Zlatá stoka byla maximálně zaplněná a její retenční kapacita vyčerpaná. Stoka se několikrát překopávala, aby mohly být vypuštěny některé další rybníky ležící na povodí Zlaté stoky. V tento den byla také zaplavena Majdalena a tak nešlo regulovat přítok do Zlaté stoky. V průběhu dalších dní povodní nebyly na příkaz Povodí Vltavy intenzivně odpouštěny největší rybníky. Z rybníků, které se odpouštějí do Zlaté stoky jsou to např. Záblatský a Horusický. Proto v průběhu povodně na dolním úseku nedošlo k významnému zvednutí hladiny Zlaté stoky. Zlatá stoka byla při povodni nejvíce poškozena v Třeboni a Majdaleně.

## Význam

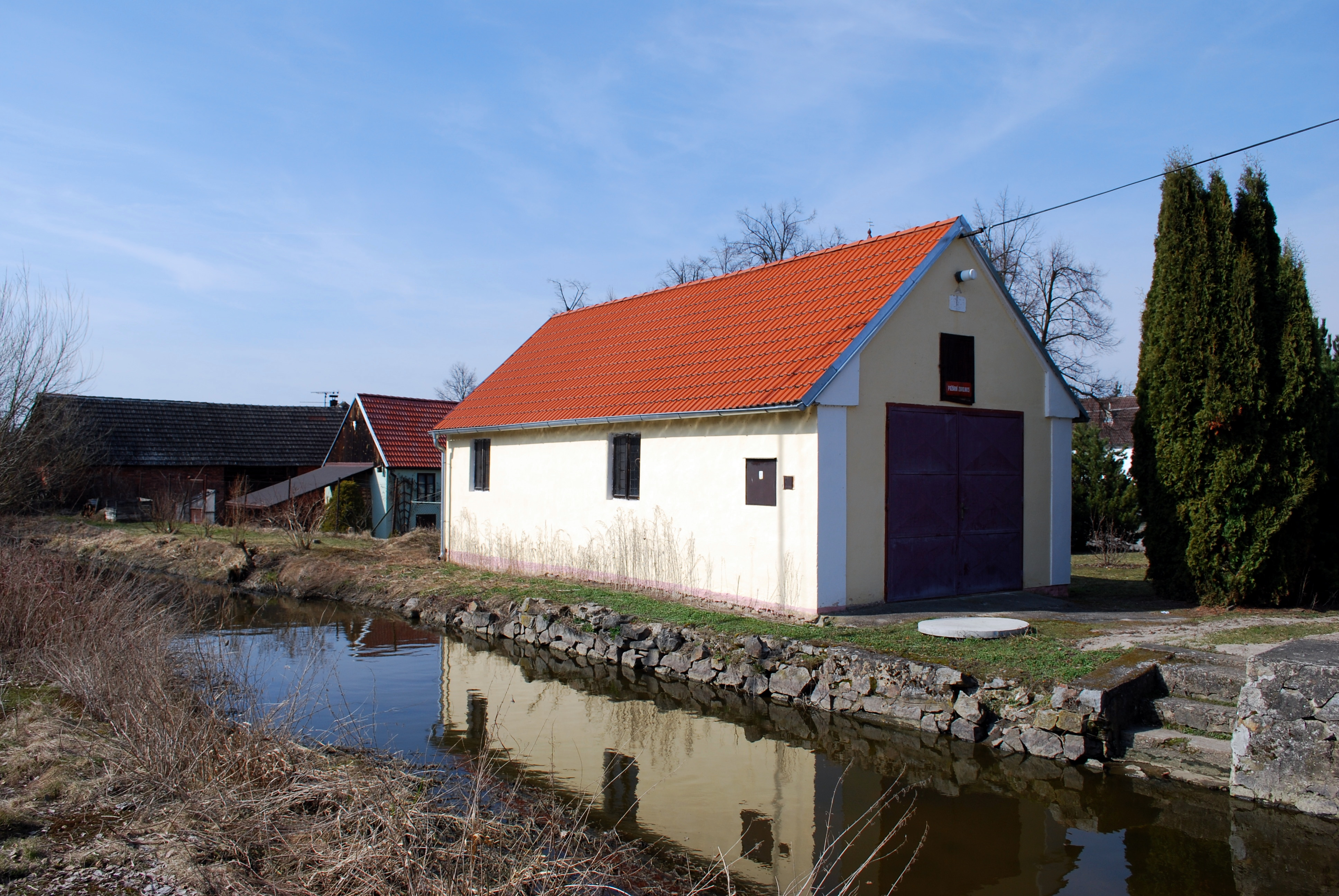
Hasičská zbrojnice v Ponědraži

Největší význam má Zlatá stoka ve vztahu k rybníkářství. Základní funkcí Zlaté stoky je zásobování rybníků vodou a odvodu vody z rybníků při výlovech. Přívod vody mnoha rybníků (např. Koclířov, Velký Tisý) z vlastních povodí by je nestačil zásobit nebo by se napuštění neúměrně prodloužilo. Výjimkou je Horusický rybník, který dostává více vody ze svého povodí než ze Zlaté stoky. Přiváděná voda okysličuje vody v rybnících a napomáhá tak k přežití ryb, zejména v zimě. Zlatá stoka dále umožňuje průtočnost rybníků, chrání rybníky před přívaly velké vody v době povodní. Celkově však plní Zlatá stoka protipovodňovou funkci jen omezeně, vzhledem k její kapacitě. Při včasné manipulaci a delším časovém intervalu lze odlehčit významný povodňový objem. Zlatá stoka umožnila doplnit soustavu velkých rybníků soustavou malých a středních rybníků nezbytných pro chov plůdku a násady. Umožnila vznik velkých rybníků jako je Kaňov, Opatovický, Horusický. V současnosti je na zásobování Zlaté stoky závislých 2 700 rybníků, tj. 35 % celkové rybniční plochy. Kritický postoj vůči Zlaté stoce ve vztahu k rybníkářství zaujímal třeboňský rybníkář Josef Šusta starší, který uvádí, že je význam Zlaté stoky přeceňován. Vytýká jí především malou kapacitu.
Rybáři hospodařící na přilehlých rybnících udávají, že Zlatá stoka je nezbytná pro okysličování rybníků, jak se ukazuje převážně v zimních měsících, kdy dodávaný kyslík umožňuje přezimování ryb pod ledem.
Z historického hlediska představuje unikátní dílo dokládající pokročilý stavitelský um středověkých stavitelů. Zlatá stoka si také dlouho udržela primát nejdelší umělé stoky ve střední Evropě. Také některé objekty související se Zlatou stokou mají historický význam. Jedním z nejstarších z nich je most přes silnici mezi Lomnicí nad Lužnicí a Záblatím, který vznikl již při stavbě Zlaté stoky.
Nelze ani pominout estetickou stránku. Zlatá stoka, ačkoliv uměle vybudovaný tok, působí naprosto přirozeným dojmem a zapadá do krajiny.
Asi jediným negativním důsledkem je podmáčení lesů. To se však začalo projevovat až v důsledku zanedbávání údržby.

## Rostlinstvo

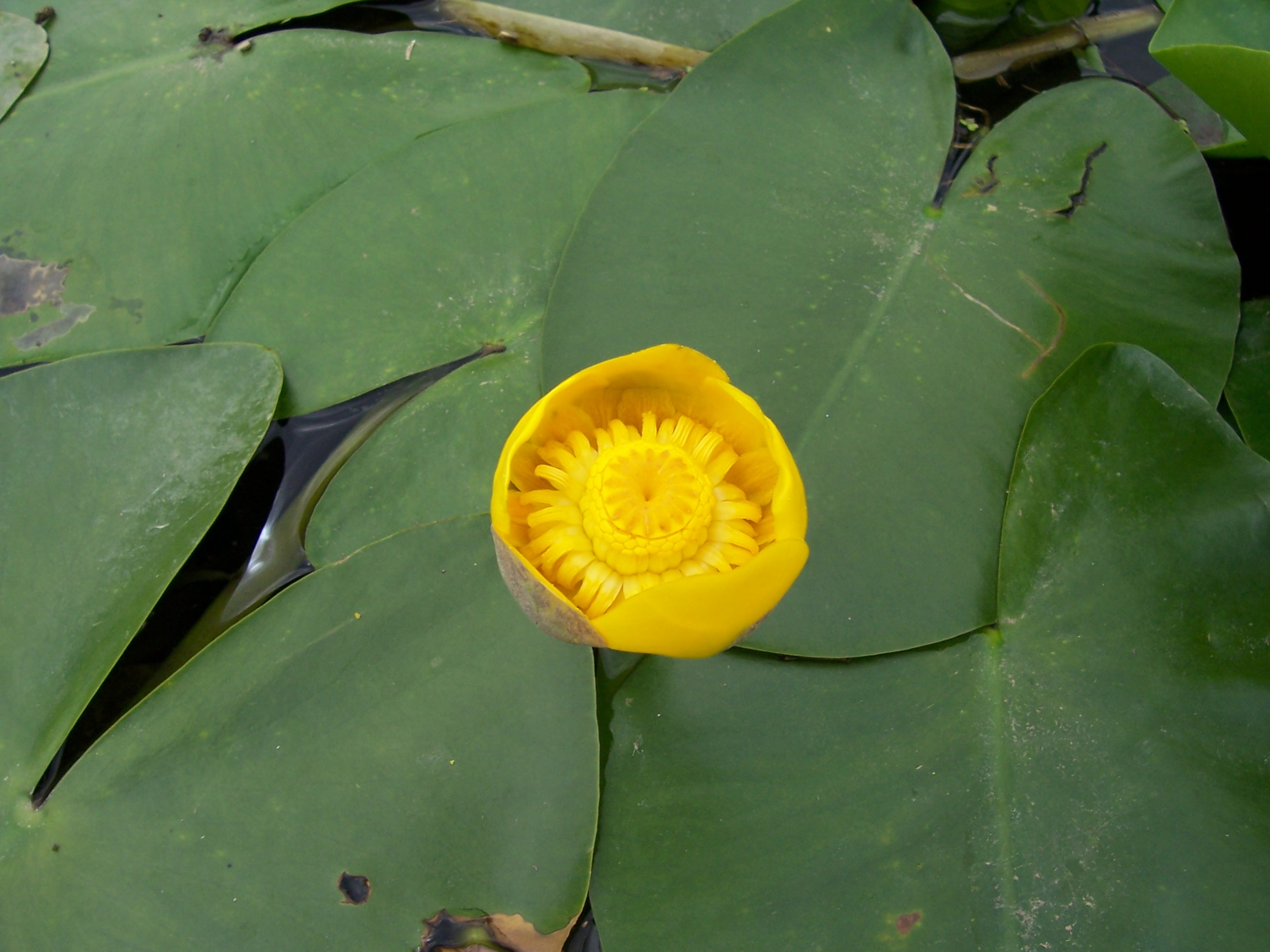
Květ stulíku žlutého, který se nejspíše stále vyskytuje v oblasti horního toku Zlaté stoky

Vegetace Zlaté stoky a jejího okolí odpovídá flóře CHKO Třeboňska. Na horním toku se vyskytoval a dosud možná vyskytuje stulík žlutý, v současnosti zejména přímo v Třeboni podél středověkých hradeb mezi Myslivnou a Hradeckou (Jindřichohradeckou) branou pod Masarykovým náměstím. V Třeboni a minimálně u hrdla Zlaté stoky se vyskytuje lakušník štítnatý. U hrdla Zlaté stoky se také vyskytovala ohrožená žebratka bahenní. U třeboňských Bertiných lázní vzplývá na ponořených kamenech hvězdoš háčkatý a trsy vodního mechu Fontinalis antipyretica. Všechny tyto druhy se vyskytovaly od hrdla k Třeboni i v době, kdy měl úsek od Třeboně po ústí charakter odpadní stoky. Od Třeboně k Rožmberku se hojně vyskytují křoviny, chrastice rákosovitá, kopřiva dvoudomá. Výskyt těchto rostlin je způsoben především méně častějším hospodařením na Mokrých loukách. V Komentovaném červeném seznamu květeny jižní části Čech je uveden výskyt rdestu uzlinatého ve Zlaté stoce u Vlkova. Přitom Zlatá stoka u Vlkova vůbec neprotéká (je vzdálena téměř 3 km západně od vlkovské Masarykovy lípy).
Břeh je téměř po celé délce lemován pásem dřevin. Nejhojnější dřevinou u Zlaté stoky je olše lepkavá. Z dalších dřevin se u stoky běžně vyskytuje dub letní, jasan ztepilý, topol černý, vrba křehká, vrba popelavá, vrba trojmužná, vrba košařská, krušina olšová, střemcha hroznovitá, bez černý. Mnohé duby dosahují ohromných rozměrů, některé jsou památkově chráněny. Za pozornost stojí také mohutný, více než dvě stě let starý hloh jednosemenný.[zdroj⁠?!]

## Fauna

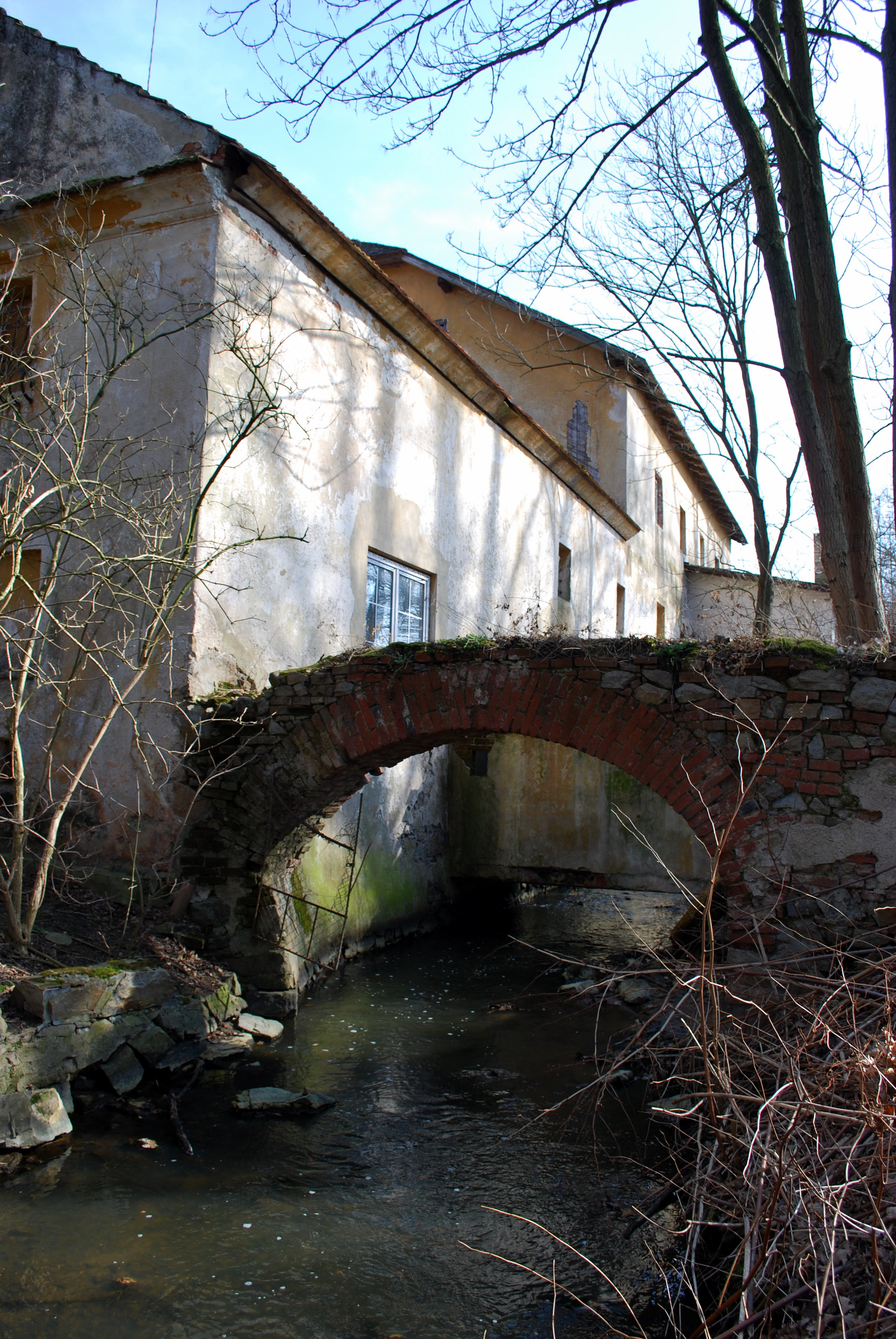
Mlýn v Záblatí

Ještě v 70. letech 20. století se ve Zlaté stoce vyskytoval nejprimitivnější zástupce obratlovců ČR mihule potoční z třídy kruhoústých. K rybím druhům vyskytující se ve stoce náleží úhoř říční. Kdysi se zde musel velmi hojně vyskytovat, protože mlynáři za odebírání vody platili mj. naturálie v podobě chycených úhořů. Také zde bývala hojnost dalších druhů ryb a dokonce i raků, jak tomu dosvědčují dávné záznamy, kdy se ještě provádělo ruční čištění stoky. Úsek Zlaté stoky v Třeboni od Jindřichohradecké brány k Opatovickému mlýnu je zařazen do programu mezinárodního sčítání vodních ptáků. U Bertiných lázních se vyskytovaly labutě velké. Typickým zástupcem savců, obývající Zlatou stoku, je ohrožená vydra říční. Dokonce o vydře ze Zlaté stoky byla napsána kniha.

## Ochrana a právní normy
Ochranu Zlaté stoky řeší především zákon č. 114/1992 Sb., o ochraně přírody a krajiny. Zlatá stoka je jako jakýkoliv jiný vodní tok považována za významný krajinný prvek. Významné krajinný prvky jsou chráněny před poškozením a zničením. K zásahům, které by mohly vést k poškození významného krajinného prvku, je nutné závazné stanovisko ochrany přírody. Dále je jí určitá forma ochrany poskytována díky tomu, že leží v chráněné krajinné oblasti a ptačí oblasti Třeboňsko. Na celém jejím toku (jakož i v celé CHKO) je např. zakázáno: zneškodňovat odpady, tábořit a rozdělávat ohně, vjíždět a setrvávat s motorovými vozidly a obytnými přívěsy mimo silnice, uskutečňovat rozšiřování nepůvodních druhů organismů, měnit dochované přírodní prostředí. Žádnou maloplošnou chráněnou rezervací neprotéká, pouze některé zčásti ohraničuje. Z evropsky významných lokalit protéká územím Hliníř-Ponědrážka.
Dalším zákonem upravujícím mj. ochranu Zlaté stoky je zákon č. 254/2001 Sb., o vodách (vodní zákon). Podle tohoto zákona např. musí ve stoce zůstávat minimální průtok zaručující mj. ekologické funkce toku, je zakázáno měnit směr, sklon a příční profil koryta, poškozovat břehy, cokoliv z koryta těžit. Podle zákona č.99/2004 o rybářství lze vykonávat rybářské právo pouze v rybářském revíru. Chytání ryb ve Zlaté stoce je tedy podle tohoto zákona považováno za přestupek. Žádný úsek Zlaté stoky není rybářským revírem. Podle tohoto zákona je možné hospodařit na Zlaté stoce pouze tak, aby nedošlo ke zhoršení jakosti vody, nebyla ohrožena ochrana ryb a jiných vodních organismů, případně zdrojů jejich potravy. Dále je mj. zakázáno poškozovat rybářské zařízení. Z mezinárodních úmluv je Třeboňsko a tedy i Zlatá stoka chráněna mj. Ramsarskou úmluvou.
Mnohem starší než ochrana přírody je památková ochrana Zlaté stoky, uskutečňovaná od roku 1963 na základě zápisu do státního seznamu nemovitých kulturních památek. V současnosti podléhá ochraně podle zákona č. 20/1987 Sb., o státní památkové péči. Podle § 9 tohoto zákona je vlastník povinen udržovat kulturní památku v dobrém stavu a chránit ji před poškozením a znehodnocením. Zlatá stoka byla navíc v roce 2002 prohlášena za národní kulturní památku jako součást Třeboňské rybniční soustavy.
Pro svoji unikátnost byla Zlatá stoka 30. května 2003 oficiálně nominována na zápis do seznamu světového dědictví UNESCO pod názvem „Třeboňské rybníkářské dědictví.“

## Přístupnost

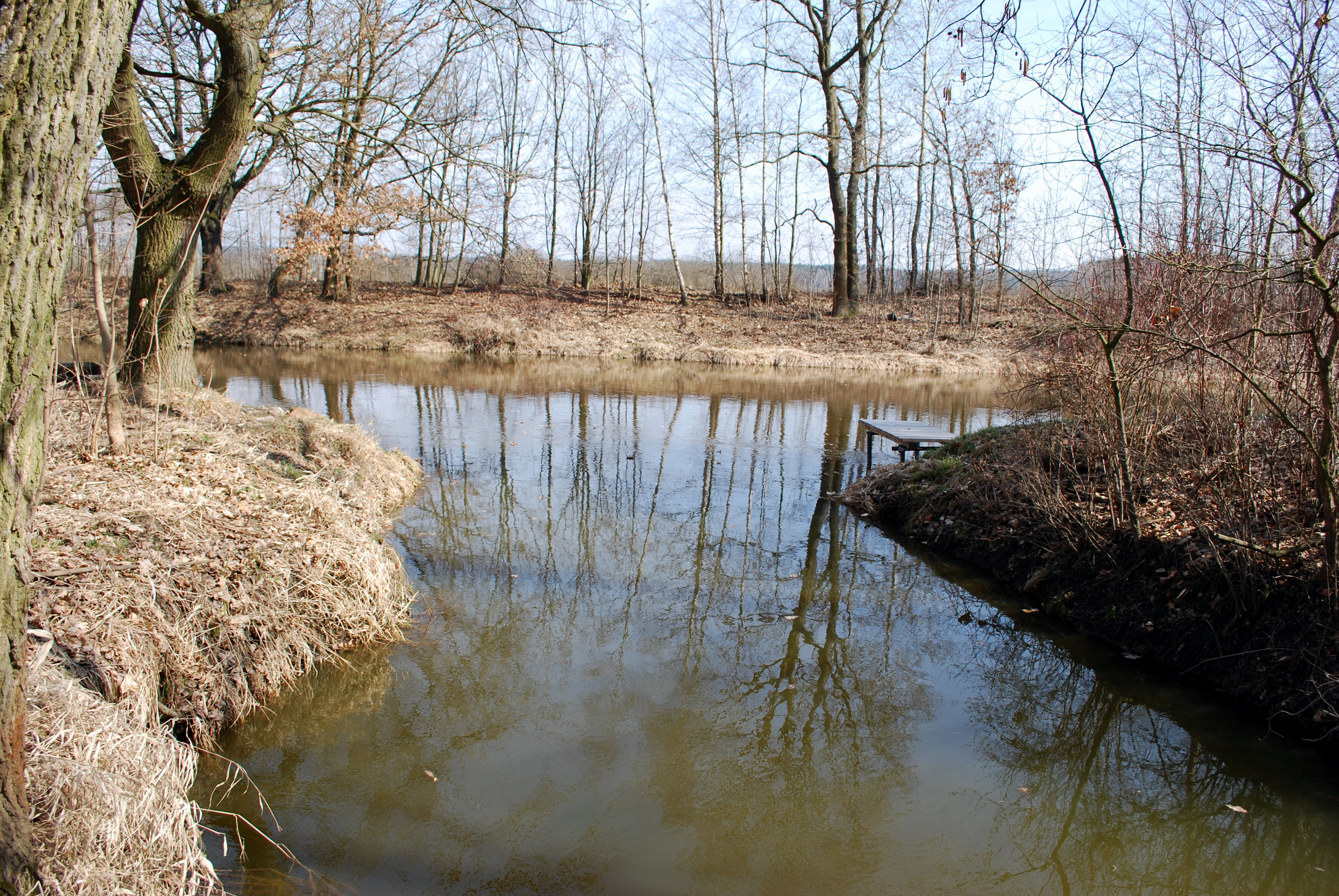
Ústí Zlaté stoky do Lužnice

Celý vodní tok je přístupný pouze za dlouhodobých silných mrazů po ledu. Vzhledem k tomu, že vodní stav na Zlaté stoce je ovlivněn především manipulací pro účely rybníkářství, je její splouvání po vodě obtížné. Mnohé úseky jsou přístupny pro pěší i cykloturisty po značených turistických cestách, cyklostezkách, zpevněných cestách a silnicích. Kromě silnic je možné určité úseky kolem Zlaté stoky absolvovat i na běžkách. Typická trasa sledující tok Zlaté stoky je od Veselí nad Lužnicí k Záblatí vyznačená žlutou turistickou značkou. Jiná trasa vede také severně od Třeboně, kde je Zlatá stoka doprovázena mokrými loukami se starodávnými seníky. Z naučných stezek prochází kolem Zlaté stoky NS Lomnické rybníky a Domanín. Také naučná stezka Veselské pískovny se na jedné informační tabuli zabývá Zlatou stokou. Naproti této ceduli se vlévá Zlatá stoka (resp. výtoková stoka z Horusického rybníka) do Lužnice. Z cyklistických naučných stezek vede kolem Zlaté stoky NS Okolo Třeboně a Rožmberk. Kolem Zlaté stoky dále vede několik cest končících u přilehlých rybníků. Pro vozíčkáře je Zlatá stoka nepřístupná, popř. v některých úsecích jen velmi obtížně přístupná.

## Správa Zlaté stoky
Zlatá stoka spadá pod správu Rybářství Třeboň. Úsek od Třeboně do obce Přeseka (místní části města Třeboně) se nachází pod správou střediska Rožmberk. Úsek od Přeseky až téměř k Záblatí je pod správou střediska Lomnice. Zbývající část je pod správou střediska Ponědraž. Pro toto středisko je Zlatá stoka životodárným zdrojem vody ještě více než pro jiná střediska.